# Drégelypalánk vasútállomás
Drégelypalánk vasútállomás egy Nógrád vármegyei vasútállomás, Drégelypalánk községben, a MÁV üzemeltetésében. A faluközpont északi széle közelében helyezkedik el, közúti megközelítését a 2208-as útból kiágazó [2024 előtt a település központjában, a 22 101-es és 24 147-es utak találkozási pontjától észak felé kiinduló] 22 301-es út biztosítja.

## Vasútvonalak
Az állomást az alábbi vasútvonalak érintik:
- Vác–Balassagyarmat-vasútvonal

## Kapcsolódó állomások
A vasútállomáshoz az alábbi állomások vannak a legközelebb:
- Drégely megállóhely (Vác–Balassagyarmat-vasútvonal)
- Ipolyvece megállóhely (Vác–Balassagyarmat-vasútvonal)

## Megközelítés tömegközlekedéssel
- Helyközi busz:  332, 355

## Forgalom
| Járat | Útvonal | Gyakoriság                                      |
| ----- | --- | ----------------------------------------------- |
| S750  | Vác – Kisvác – Fenyveshegy – Magyarkút-Verőce – Magyarkút – Szokolya – Berkenye – Nógrád – Diósjenő – Borsosberény – Nagyoroszi – Drégelyvár – Sáferkút – Drégely – Drégelypalánk – Ipolyvece – Dejtár – Ipolyszög – Balassagyarmat | Napi 7 pár                                      |
| S750  | Drégelypalánk → Ipolyvece → Dejtár → Ipolyszög → Balassagyarmat | Munkanapokon és szombaton 1 Balassagyarmat felé |